# Петровка (Лузинское сельское поселение)
Петро́вка — деревня в Омском районе Омской области. Входит в состав Лузинского сельского поселения.
Основан в 1904 году.
Население — 1460 чел. (2010)

## География
Деревня расположена в лесостепи, в пределах Ишимской равнины, относящейся к Западно-Сибирской равнине. Южной границей деревни служит железная дорога, с остальных сторон деревня окружена полями. В окрестностях деревни распространены чернозёмы обыкновенные и лугово-чернозёмные солонцеватые и солончаковые почвы.
По автомобильным дорогам расстояние до областного центра города Омск составляет 26 км, до районного центра посёлка Ростовка 42 км. Административный центр поселения село Лузино расположено к югу от Петровки.
Часовой пояс
Петровка, как и вся Омская область находится в часовой зоне МСК+3. Смещение применяемого времени относительно UTC составляет +6:00.

## История
Основана переселенцами из Причерноморья в 1904 году. До 1917 года в составе Омского уезда Акмолинской области. В 1926 году основано семеноводческое и племенное товарищество.

## Население
| 1926 | 1970 | 1979 | 1989 | 2006  | 2010  |
| ---- | ---- | ---- | ---- | ----- | ----- |
| 164  | ↗478 | ↗663 | ↗887 | ↗1226 | ↗1460 |

В 1989 году 32 % населения деревни составляли немцы.